# Mirza Shafi Vazeh

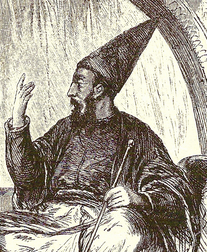
Mirza Shafi Vazeh

Mirza Shafi Vazeh (in lingua azera Mirzə Şəfi Vazeh e in lingua persiana میرزا شفیع واضح; Gəncə, 1796 – Tbilisi, 1852) è stato un poeta azero, noto anche come "il saggio di Gəncə", classico bilingue in azero e persiano, che continuò le tradizioni classiche della poesia azera del XIV secolo e i cui versi furono tradotti in quasi tutte le lingue europee.

## Biografia
Suo nonno Muhammed Shafi era un nobile di Gəncə e suo padre, Kerbelayi Sadykh, un architetto al palazzo di Javad Khan, l'ultimo regnante di Gəncə. Il giovane Shafi ebbe la sua prima istruzione alla madrasa, dove studiò arabo e persiano. Vazeh interruppe gli studi alla madrasa dopo la morte dei suoi genitori e di suo fratello, e per la sua posizione audace contro l'ignoranza e l'arretratezza del clero. Iniziò a lavorare come calligrafo usando le sue eccezionali abilità di scrittura per trascrivere libri e, successivamente, divenne segretario e custode del patrimonio nella casa di Pusta-khanum, figlia di Javad Khan.
Nel 1840 si trasferì a Tbilisi dove, con l'aiuto del suo ex allievo Mirzə Fətəli Axundov, ottenne la posizione di professore in una scuola di ragazzi. A Tbilisi, Vazeh si dedicò sempre più alla letteratura. Nel 1844 fondò la società letteraria Divan-i Hikmet che raccolse molti intellettuali azeri, russi e stranieri che vivevano a Tbilisi.

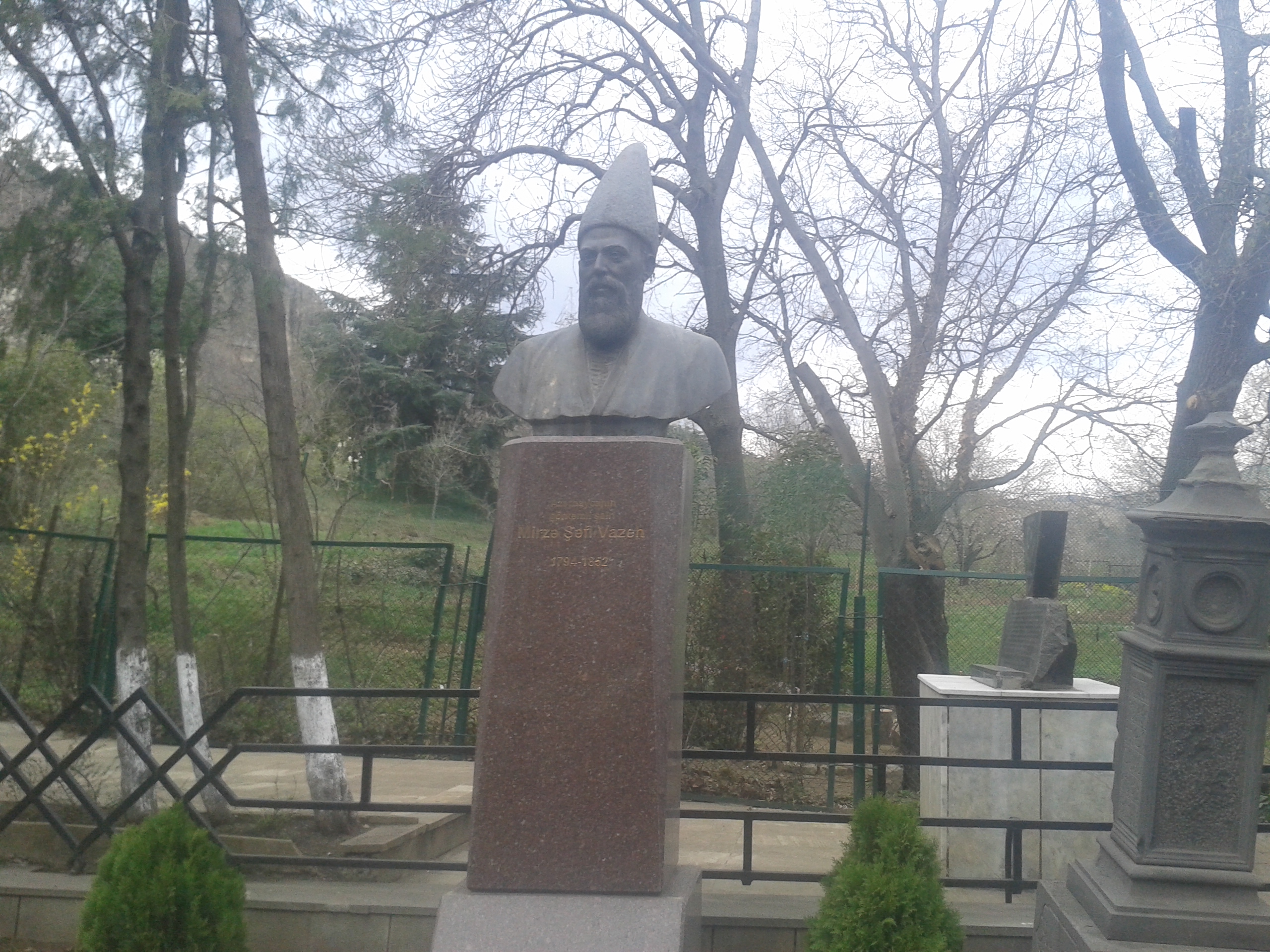
Monumento a Mirza Shafi Vazeh a Tbilisi

Tra i membri di questa società c'era Friedrich von Bodenstedt, un poeta e viaggiatore tedesco, che divenne amico di Vazeh e studente di lingua e letteratura azera e persiana. Vazeh raramente mise i suoi versi in forma scritta, a causa dell'alto costo delle penne, della carta e dell'inchiostro e i suoi amici trascrissero la maggior parte delle sue opere durante i loro incontri. Von Bodenstedt fu uno degli scribi e tradusse le poesie di Vazeh in tedesco, al suo ritorno in Germania. Il suo primo libro su Shafi era intitolato Mille e un giorno in Oriente. Questo conteneva il racconto del soggiorno di Bodenstedt in Asia e diverse delle poesie di Shafi. L'editore gli chiese di separare le poesie dal racconto e nel 1851 queste vennero pubblicate in un libro dal titolo Die Lieder des Mirza Schaffy (Le canzoni di Mirza Shafi), che conteneva molte altre poesie. Il libro venne tradotto in inglese da Elsa d'Esterre-Keeling nel 1880 diventando molto popolare e poi ripubblicato e tradotto in altre lingue europee. Tuttavia, dopo la morte di Vazeh, nel 1852, Bodenstedt negò che l'autore fosse stato Vazeh, sostenendo che i versi erano suoi e li aveva presentati come appartenenti a Vazeh per aggiungere un'aria esotica al libro e aumentarne la popolarità. Mentre la verità di questa affermazione è difficile da determinare perché in Germania non sono stati trovati manoscritti originali di Shafi, non c'è dubbio che le sue poesie siano state distorte e aggiunte alla traduzione. Solo alcuni manoscritti originali sono sopravvissuti fino ad oggi in Azerbaigian. Due sono stati trovati nel 1964.
I versi di Vazeh, che sono stati tradotti e pubblicati in tutta Europa nel XIX secolo, hanno avuto attenzione in Azerbaigian solo all'inizio del XX secolo. I filologi azeri, S. Mumtaz e H. Hamidzade, hanno svolto un ruolo fondamentale nella raccolta e nella pubblicazione dei versi originali di Vazeh che erano giunti al loro tempo. Nella sua poesia, Vazeh glorifica le gioie della vita, la saggezza e la bontà dell'uomo. Egli fu anche critico del clero e accusato di essere un apostata.
La ricerca degli scritti di Shafi non è ancora completa e continua in Azerbaigian fino ad oggi.